# Geode-Nunatakker
Die Geode-Nunatakker sind eine Gruppe kleiner Nunatakker im Nordosten der westantarktischen Alexander-I.-Insel. Sie ragen nördlich der Finlandia Foothills an der Westflanke des Sibelius-Gletschers auf.
Das UK Antarctic Place-Names Committee benannte sie 1977. Namensgebend sind die im Lavagestein der Nunatakker zahlreich vorhandenen Geoden.